# Pterochilus albopictus
Pterochilus albopictus är en stekelart som beskrevs av Joseph Kriechbaumer. Pterochilus albopictus ingår i släktet Pterochilus och familjen Eumenidae. Inga underarter finns listade i Catalogue of Life.